# Alonso Puerta Gutiérrez
Alonso José Puerta Gutiérrez (Avilés, Astúries, 24 de març de 1944) és un polític socialista asturià.

## Executòria professional i política
Va estudiar en el Col·legi de la Inmaculada, de Gijón, amb la promoció de 1961, per obtenir posteriorment el títol d'Enginyer de Camins, Canals i Ports per la Universitat Politècnica de Madrid.
Es va afiliar al Partit Socialista Obrer Espanyol en la clandestinitat el 1972 i va ser escollit secretari general de la Federació Socialista Madrilenya al seu I Congrés el 1977.
A les eleccions generals espanyoles de 1977 va ser elegit diputat a les Corts Constituents per la Circumscripció electoral de Madrid i, el 1979, regidor de l'Ajuntament de Madrid, on va exercir les responsabilitats de tinent d'alcalde i portaveu del Grup Socialista fins a la seva expulsió del PSOE el 1981 per oposar-se a l'adjudicació irregular de contractes. Posteriorment va ser reposat en els seus càrrecs per sentència del Tribunal Suprem.
El 1982 va ingressar en el Partit d'Acció Socialista (PASOC), del que en fou nomenat secretari general, càrrec que va exercir fins a 2001. Com a tal va participar en la fundació d'Izquierda Unida el 1986, sent membre de la Presidència Federal.
Escollit eurodiputat a les eleccions de 1987, 1989, 1994 i 1999, va ser vicepresident del Parlament Europeu i president del grup parlamentari d'Esquerra Unida Europea - Esquerra Verda Nòrdica (GUE-NGL).
Al VII Congrés Federal del PASOC (abril de 2001) va renunciar a presentar-se a la reelecció en la secretaria general, cedint el testimoni a Luis Aurelio Sánchez. En aquest mateix Congrés, i a proposta del mateix Porta, els delegats van votar majoritàriament per la sortida del PASOC d'Izquierda Unida. Pocs mesos després va abandonar el partit, si bé va mantenir el seu escó al Parlament Europeu fins a la consumació de la legislatura, en què es va retirar de la política.
De cara al referèndum espanyol de febrer de 2005 es va pronunciar a favor de la Constitució europea.
Actualment presideix la Fundació Cultural Indalecio Prieto.